# 薬科大学
薬科大学（やっかだいがく）とは、薬学に関する研究・教育を行って、薬剤師を養成する課程として薬学部がある日本の単科大学である。

## 日本の薬科大学一覧
薬学部を持つ総合大学については、薬学部を持つ日本の大学を参照のこと。

### 現存する薬科大学
- 公立
  - 岐阜薬科大学

- 私立
  - 新潟薬科大学
  - 日本薬科大学
  - 昭和薬科大学
  - 東京薬科大学
  - 星薬科大学
  - 明治薬科大学
  - 横浜薬科大学
  - 京都薬科大学
  - 神戸薬科大学
  - 第一薬科大学

### かつて存在した薬科大学
- 共立薬科大学 - 2008年（平成20年）より慶應義塾大学薬学部となる。
- 富山医科薬科大学 - 富山医科薬科大学を経て、2005年（平成17年）より富山大学薬学部となる。
- 東北薬科大学 - 2016年（平成28年）医学部増設により東北医科薬科大学薬学部となる。
- 北海道薬科大学 - 2018年（平成30年）北海道科学大学と統合し北海道科学大学薬学部となる。
- 大阪薬科大学 - 2021年（令和3年）に大阪医科大学と統合し大阪医科薬科大学薬学部となる。